# Salem Jaziri
Pour les articles homonymes, voir Jaziri.
 (décembre 2015).
Si vous disposez d'ouvrages ou d'articles de référence ou si vous connaissez des sites web de qualité traitant du thème abordé ici, merci de compléter l'article en donnant les références utiles à sa vérifiabilité et en les liant à la section « Notes et références ».
Salem Jaziri, né le 27 avril 1962 à Sousse, est un footballeur international tunisien.
Durant sa carrière, il évolue comme arrière latéral gauche à l'Étoile sportive du Sahel.

## Carrière
Issu d'une fratrie de trois enfants, il est supporter de l'Étoile sportive du Sahel durant son enfance, et passe la plupart de son temps à jouer au football dans son quartier de la médina de Sousse. Il joue ensuite pour toutes les catégories d'âge de ce club. Il joue notamment la finale de la coupe de Tunisie minimes en 1977 à côté de Lotfi Ben Cherifa, Sahbi Belkhiria, Abderrazak Chebbi, Béchir Jenayah, Tahar Azzabi, Chiheb Mannai ou encore Chafaâ Ben Cherifa.
C'est à seize ans qu'il est repéré par Abdelmajid Chetali, à l'époque entraîneur de l'équipe première de l'Étoile sportive du Sahel, qui le fait jouer quelques matchs amicaux avec l'équipe professionnelle. Dès lors, il intéresse l'OGC Nice qui le repère dans un tournoi international, le mondial des minimes, mais le trouve encore trop jeune.
Salem Jaziri fait ses débuts dans le championnat de Tunisie le 24 février 1980, à l'âge de 17 ans, lors d'un match contre le Club sportif de Menzel Bouzelfa. Il s'impose par la suite comme un joueur de base de son équipe et poursuit sa carrière jusqu'en 1992, totalisant 180 matchs en championnat, 18 en coupe de Tunisie et treize compétitions internationales de clubs.

## Parcours en équipe nationale
Il compte huit sélections en équipe de Tunisie, avec deux buts marqués :
- le 7 août 1985 aux Jeux panarabes, contre le Maroc (2-2) ;
- le 10 août 1985 aux Jeux panarabes, contre la Somalie (2-1 dont 1 but de Jaziri) ;
- le 6 octobre 1985 contre l'Algérie, dans le cadre des éliminatoires de la coupe du monde 1986 (1-4) ;
- le 8 décembre 1985 en amical contre la Pologne (1-0) ;
- le 24 janvier 1986 en amical contre le Qatar (1-2) ;
- le 26 février 1986 en amical contre le Cameroun (1-1, but de Jaziri) ;
- le 29 octobre 1986 en amical contre la Bulgarie (3-3) ;
- le 11 janvier 1987 lors des éliminatoires des Jeux africains contre l'Algérie (0-2).

## Palmarès
- Vainqueur du championnat de Tunisie en 1986 et 1987[1]
- Vainqueur de la coupe de Tunisie en 1983[1]